# تكعيبية (فن)

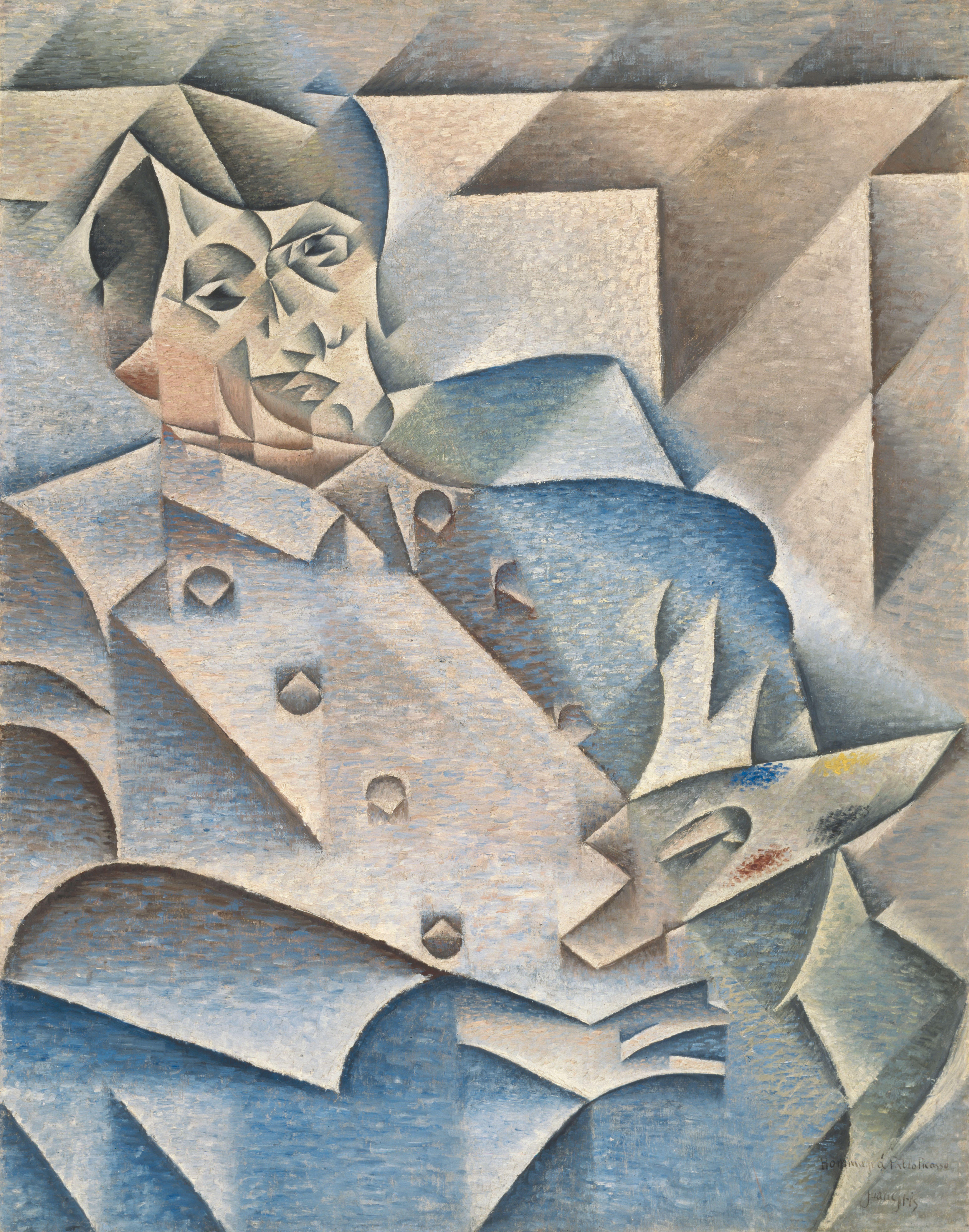
لوحة تكعيبية شخصية تصور بيكاسو للفنان جوان غريس,1912م

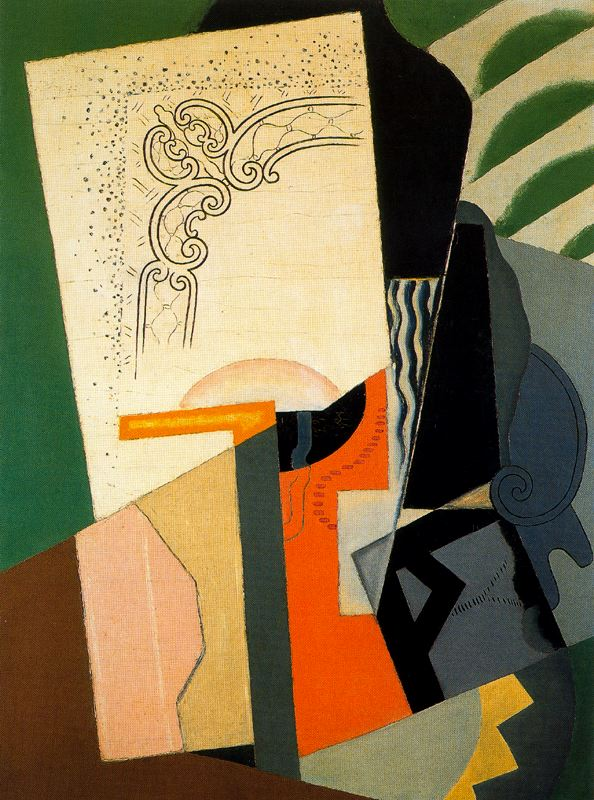
لوحة تكعيبية تعود لبداية القرن العشرين لماريا بلانكارد

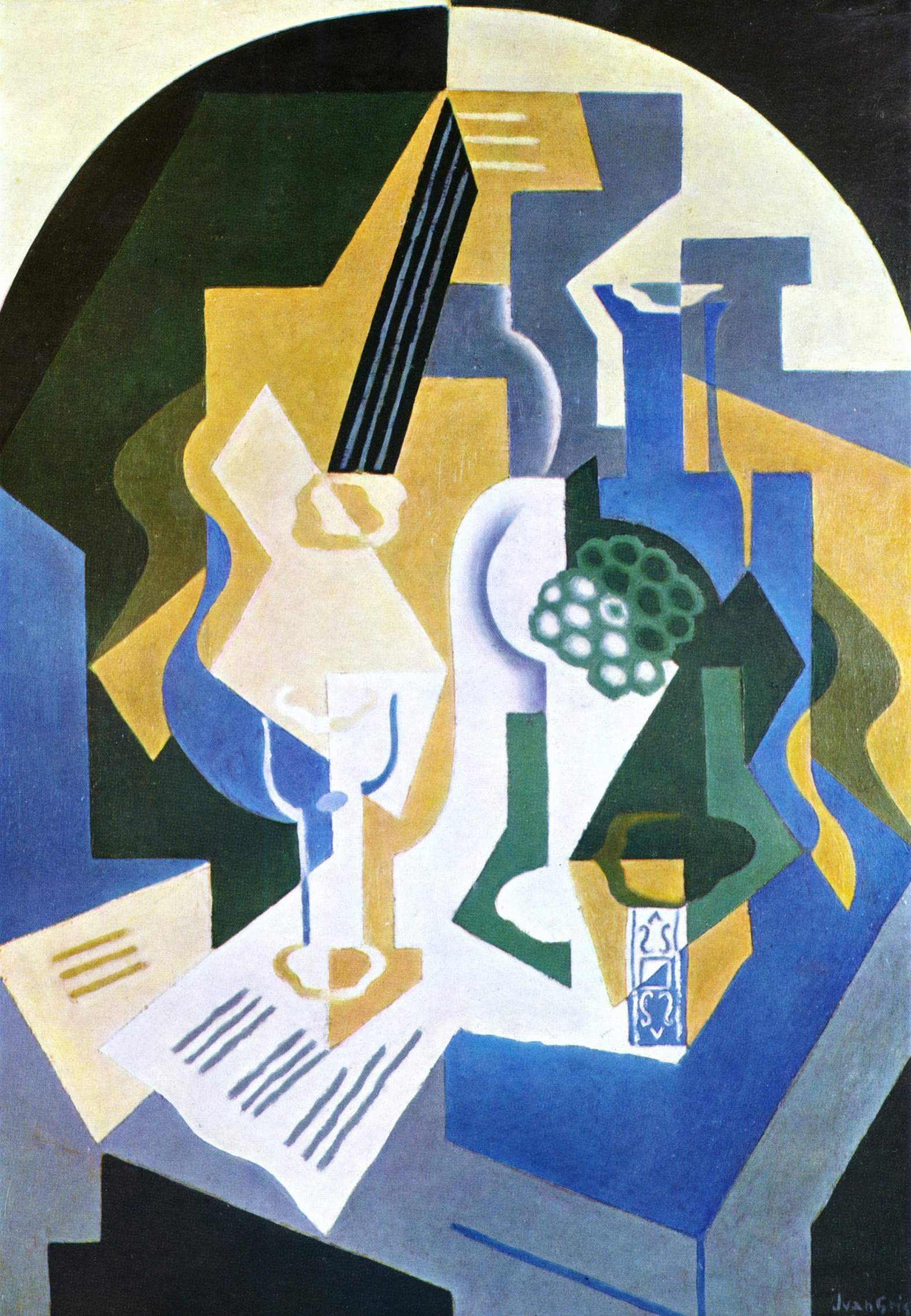
لوحة زيتية تكعيبية البزغ والفاكهة, جوان غريس,1919م.

التكعيبية أو المدرسة التكعيبية هي اتجاه فني ظهر في فرنسا في بدايات القرن العشرين الذي يتخذ من الأشكال الهندسية أساسا لبناء العمل الفني. إذ قامت هذه المدرسة على الأعتقاد بنظرية التبلور التعدينية التي تعدّ الهندسة أصولا للأجسام. انتشرت بين 1907 و 1914، ولدت في فرنسا على يد بابلو بيكاسو، جورج براك وخوان جريس.
الحركة التكعيبية Cubism بدأت تاريخيا فی باريس قبل حوالي 6 سنوات من بداية الحرب العالمية الأولی. وقد کان الناقد Louis Vauxcelles هو أول من نحت مصطلح التكعيبية. حيث رکزت تلك الأعمال علی مظهر التلال الصخرية والمنازل التي تشبه المكعبات. 

## ميزات النمط التكعيبي
أعتمدت التكعيبية الخط الهندسي أساسا لكل شكل كما ذكرنا فاستخدم فنانوها الخط المستقيم والخط المنحني، فكانت الأشكال فيها اما أسطوانية أو كروية، وكذلك ظهر المربع والأشكال الهندسية المسطحة في المساحات التي تحيط بالموضوع، وتنوعت المساحات الهندسية في الأشكال تبعا لتنوع الخطوط والأشكال واتجاهاتها المختلفة. ولهذا فإن التكعيبية ركزت على فكرة النظر إلى الأشياء من خلال الأجسام الهندسية وخاصة المكعب، فهي تؤمن بفكرة الحقيقة التامة التي تأخذ كمالها وأبعادها الكلية، عندما تمتلك ستة وجوه، كالمكعب تماما, فالتوصل إلى هذا الهدف لا يتحقق إلا عن طريق تحطيم الشكل الخارجي والصورة المرئية.

## خط زمني للمدرسة التكعيبية
كان هدف التكعيبية ليس التركيز على الأشياء، وإنما على أشكالها المستقلة التي حددت بخطوط هندسية صارمة، فقد أعتقد التكعيبيون أنهم جعلوا من الأشياء المرئية ومن الواقع شكلًا فنيا. ويعدّ الفنان بابلو بيكاسو أحد أهم منظري وفناني التكعيبية.

### البدايات
كانت بداية هذه الحركة المرحلة التي بدأها الفنان سيزان بين عامي 1907 و 1909م وتعدّ المرحلة الأولى من التكعيبية.

### الصورة الموحدة التكوين
وتمثل المرحلة الثالثة الصورة الموحدة التكوين، والتي بدأت ما بين عامي 1913 و1914 م وركزت على رسم وموضوع مترابط وواضح المعالم من خلال الخطوط التكعيبية.

## فنانون التكعيبية
يعد بابلو بيكاسو أشهر فناني هذه المدرسة، وكذلك الفنان جورج براك وليجرد وجاك فيلون وسيزان ودوشامب وأندريه لهوت. كما يذكر أن التكعيبة قد أثرت على الهندسة المعمارية الحديثة.

## التكعيبية في العمارة

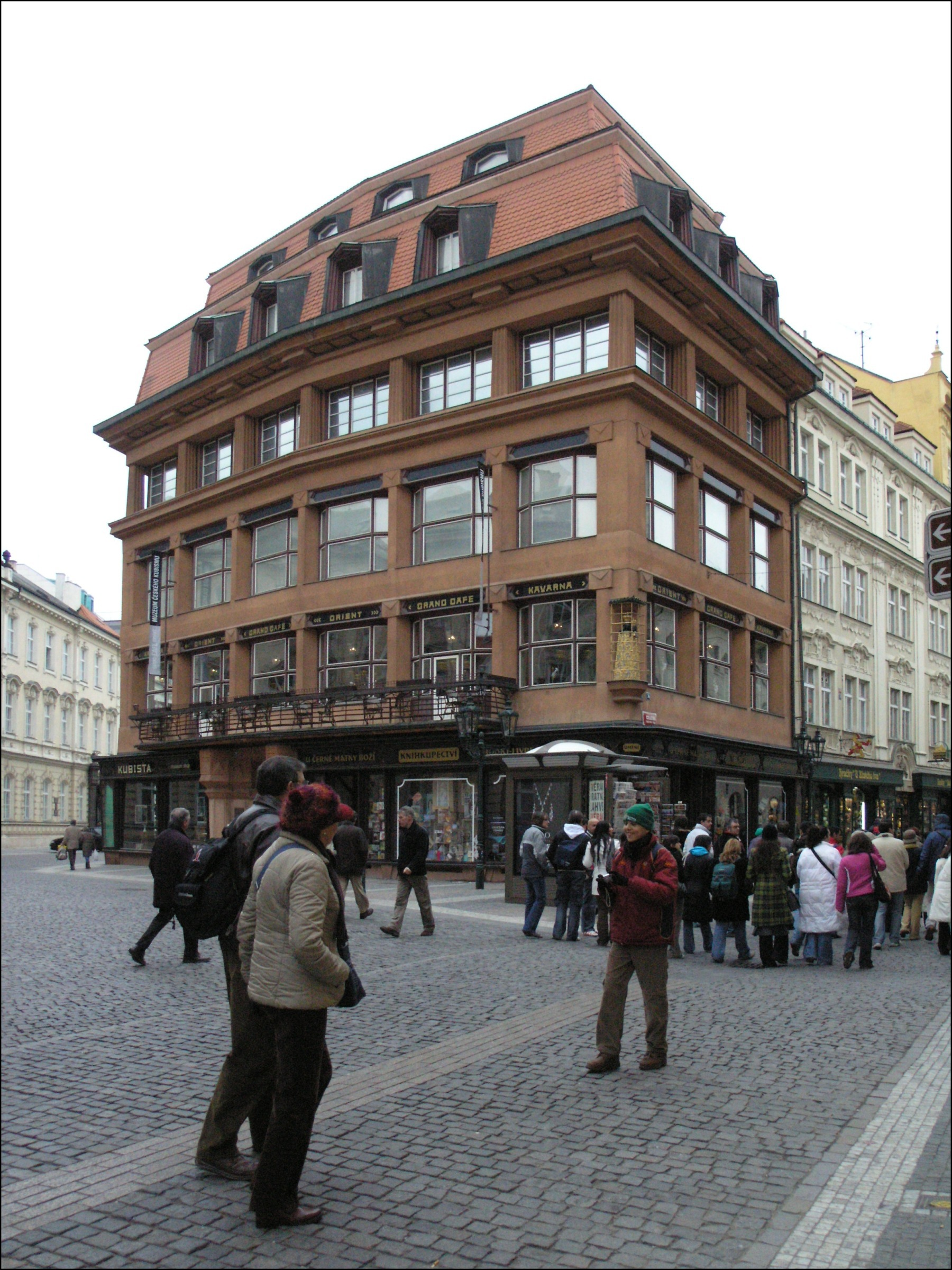
مبنى House of the Black Madonna في براغ، التشيك - عام 1912

ظهرت التكعيبية كاحد المدارس المعمارية الحديثة في بداية القرن العشرين، تقول العبارة المشهورة للفنان سيزان أن «الكرة، والأسطوانة، والمخروط» هي جوهر بِنْيَة الطبيعة، والتكعيبة كمدرسة في الفن التشكيلي قد نشأت عن نوع من الالتباس في فهم هذه العبارة، فلم يكن الغرض فرض هذه الأشكال الهندسية على الطبيعة، لأنها موجودة فعلًا، غير أن التكعيبيين قد عمدوا في سبيل بناء اللوحة لتصبح متماسكة وقوية إلى هندسة صورة الطبيعة، وفي سبيل هذه الهندسة عادوا إلى الفيلسوف وعالم الرياضيات الأشهر فيثاغورس وتبنوا نظرياته في الهندسة والرياضيات.
لكن لم يكن غرض التكعيبيين عندما أخذوا في تحليل صور الطبيعة، وتقسيمها إلى الأشكال الهندسية وإخضاع أشكالها للعمل الفني سوى البحث عن أسرار الجمال، على أنهم في هذا كانوا مدفوعين بذلك الإحساس العام السائد بين فناني العصر الحديث، وهو أن الحقيقة شيء خفي يختبئ وراء الصور الظاهرية.

## تأويل

### النوايا والنقد
كان لتكعيبية بيكاسو وبراك أهمية أكبر من مجرد كونها تقنية أو رسمية، وقد أنتجت المواقف المتميزة ونوايا صالون التكعيبيين أنواعًا مختلفة من التكعيبية، بدلًا من اشتقاق عملهم. كتب كريستوفر غرين قائلًا «ليس واضحًا بأي حال من الأحوال إلى أي مدى اعتمد هؤلاء التكعيبيون على بيكاسو وبراك في تطويرهم لأساليب مثل تعدد الأوجه في الشكل الهندسي والمقطع والمنظور المتعدد، إذ كان من الممكن أن يتوصلوا إلى مثل هذه الممارسات مع القليل من المعرفة التكعيبية «الحقيقية» في مراحلها المبكرة، مسترشدين في المقام الأول بفهمهم لسيزان». امتدت الأعمال التي عرضها هؤلاء التكعيبيون في الصالونات في عامي 1911 و1912، إلى أبعد من الموضوعات التقليدية لسيزان –مثل الأشياء- والنماذج الحية والطبيعة الصامتة والمناظر الطبيعية –المفضلة عند بيكاسو وبراك والتي شملت نماذج من الحياة العصرية بمقاييس كبيرة. شددت هذه الأعمال التي تستهدف جمهورًا كبيرًا على استخدام المنظور المتعدد وتعدد الأوجه في الأشكال الهندسية بشكل معقد للتأثير التعبيري مع الحفاظ على بلاغة الأشياء ذات الدلالات الأدبية والفلسفية.
في كتاب ميتسينغر وغليزس «التكعيبية»، يربط الكاتبان بشكل صريح معنى الوقت بالمنظور المتعدد، ويعطيان تعبيرًا رمزيًا لمفهوم «المدة» التي اقترحها الفيلسوف هنري بيرغسون، والتي بحسبها يجري اختبار الحياة ذاتيًا باعتبارها سلسلة متصلة مع تدفق الماضي إلى الحاضر واندماج الحاضر في المستقبل. استخدم صالون التكعيبيين تعدد الوجوه في الأشكال المصمتة والفضاء وتأثيرات عين الناظر المتعددة لنقل إحساس جسدي ونفسي يوحي بمرونة الإدراك، وطمس الفروق بين الماضي والحاضر والمستقبل. من أهم الابتكارات النظرية التي ابتكرها صالون التكعيبيين بمعزل عن بيكاسو وبراك، هو التزامن، الذي استفاد إلى حد كبير أو بشكل قليل من نظريات هنري بوانكاريه وإرنست ماخ وتشارلز هنري وموريس برينت وهنري بيرغسون. مع التزامن، يعرض مفهوم الأبعاد المكانية والزمانية المنفصلة لتحديات شاملة. جرى التخلي عن المنظور الخطي الذي تطور خلال عصر النهضة. لم يعد ينظر إلى موضوع البحث من عين ناظر محددة في لحظة من الزمن، وإنما يُبنى على أساس مجموعة مختارة ومتعاقبة من عين الناظر، أي كما لو كان يُنظر إليه في آن واحد من زوايا متعددة (وأبعاد متعددة) مع حرية تجول العين بين واحدة إلى أخرى.
دُفعت التقنية المتمثلة في تمثيل التزامن وتعدد عين الناظر (أو الحركة النسبية)، إلى درجة عالية من التعقيد في لوحة ميتسينغر عارية بالقرب من المدخنة، التي عرضت في صالون دوتون عام 1910، وفي لوحة غليزس الحصادون التي عرضت في عام 1912 صالون النسبة الذهبية، ولو فوكونير أبوندونس التي عرضت في معرض الاستقلال من عام 1911، ومدينة باريس لديلوناي التي عرضت في صالون المستقلين في عام 1912. تُعد هذه اللوحات الطموحة بعضًا من أكبر اللوحات في تاريخ التكعيبية. لوحة الزفاف لليغار التي عرضت أيضًا في صالون المستقلين في عام 1912، أعطت شكلًا لمفهوم التزامن من خلال تقديم أشكال مختلفة مثلما يحدث في إطار زمني واحد، حيث تتداخل الاستجابات للماضي والحاضر مع القوة الجماعية. يقترن هذا الموضوع مع التزامن بين صالون تكعيبي مع لوحات مستقبلية مبكرة لأومبرتو بوكسيوني وجينو سيفيريني وكارلو كارا ردًا على التكعيبية المبكرة.
قُدمت التكعيبية والفن الأوربي المعاصر في الولايات المتحدة في المعرض الذي يعد اليوم أسطوريًا، معرض الأسلحة في عام 1913 في مدينة نيويورك، والذي انتقل فيما بعد إلى شيكاغو وبوسطن. عرض بابلو بيكاسو في معرض الأسلحة لوحة الفتاة مع وعاء الخردل (1910) ومنحوتة رأس امرأة (فيرناندي) (1909- 10) والأشجار (1907) من بين أعماله التكعيبية. عرض جاك فيلون سبعة أعمال مهمة وكبيرة الحجم من الحفر الإبري، بينما صدم شقيقه مارسيل دوشامب الجمهور الأمريكي بلوحته عار يهبط سلمًا رقم 2 (1912). أظهر فرانسيس بيكابيا من خلال لوحاته التجريدية لا دانس أ لا سورس ولا بروسيسيون، إشبيلية (كلاهما من عام 1912). عرض ألبرت غليزس لوحة امرأة مع زهور (1910) ورجل على الشرفة (1912)، اثنتين من الأعمال التكعيبية المنمقة. ساهم كل من جورج براك وفيرناند ليغار ورايموند دوشامب- فيلون وروجر دو لا فرينساي وأليكسندر أرشيبينكو أيضًا بأمثلة عن أعمالهم التكعيبية.